# Najlepsza Gdańska Realizacja Architektoniczna
Najlepsza Gdańska Realizacja Architektoniczna – nagroda przyznawana co dwa lata za najlepszą realizację architektoniczną w Gdańsku. Została ustanowiona w 2015 roku poprzez porozumienie pomiędzy Prezydentem Miasta Gdańska a Stowarzyszeniem Architektów Polskich Oddział Wybrzeże. Nagroda jest przeznaczona dla obiektów o wysokich wartościach architektonicznych, a przyznana może być za najlepszy budynek, zespół budynków, budowlę lub realizacje terenowe.
Nagrodę otrzymują wspólnie architekt, inwestor i wykonawca. Składa się ona z trzech elementów: statuetki, dyplomu oraz metalowej plakietki zawierającej nazwisko lub nazwę autora projektu (pracowni architektonicznej), inwestora i wykonawcy, przeznaczonej do wmurowania w fasadę wyróżnionego obiektu.
Nagrody przyznaje prezydent Gdańska na wniosek kapituły nagrody, w której zasiadają przedstawiciele SARP oraz Miasta Gdańska.

## Laureaci i Wyróżnieni
| Edycja | Lata      | Nagroda                                                                               | Laureat | Zwycięska realizacja | Zwycięska realizacja                                                              | Wyróżnienia |       |
| ------ | --------- | ------------------------------------------------------------------------------------- | --- | -------------------- | --------------------------------------------------------------------------------- | --- | ----- |
| I      | 2011–2015 | Nagroda specjalna                                                                     | PPW FORT, Miasto Gdańsk, GIK, Polimex Mostostal                                                                           |                      | Europejskie Centrum Solidarności                                                  | – | [ 2 ] |
| I      | 2011–2015 | I Nagroda                                                                             | Marcin Woyciechowski, Grupa Inwestycyjna Hossa                                                                            |                      | Stary Maneż w Garnizonie                                                          | – | [ 2 ] |
| I      | 2011–2015 | I Nagroda                                                                             | Wiesław Czabański, Politechnika Gdańska, Przedsiębiorstwo Ogólnobudowlane Konserwacji Zabytków Osuchowski Krzysztof Babik |                      | Rekonstrukcja wieżyczki z Alegorią Nauki na Gmachu Głównym Politechniki Gdańskiej | – | [ 2 ] |
| I      | 2011–2015 | I Nagroda                                                                             | Mirosław Frąszczak, APA Gdynia, Narodowe Muzeum Morskie, POLAQUA                                                          |                      | Ośrodek Kultury Morskiej                                                          | – | [ 2 ] |
| I      | 2011–2015 | I Nagroda                                                                             | Wolski Architekci, Uniwersytet Gdański                                                                                    |                      | Budynek Neofilologii i Rektoratu Uniwersytetu Gdańskiego                          | – | [ 2 ] |
| I      | 2011–2015 | Dyplom                                                                                | Studio 1:1, LPP, ALLCON Budownictwo                                                                                       |                      | Biurowiec LPP                                                                     | – | [ 2 ] |
| II     | 2016–2017 | Nagroda specjalna                                                                     | Studio Architektoniczne Kwadrat, Muzeum II Wojny Światowej, Warbud-Hochtief                                               |                      | Muzeum II Wojny Światowej                                                         | - Hossa Garnizon, kwartał 8 - Oliwski Ratusz Kultury - Zespół zabudowy mieszkaniowej, ul. Macierzy Szkolnej, ul. Polanki           | [ 3 ] |
| II     | 2016–2017 | I Nagroda                                                                             | Studio Architektoniczne Kwadrat, Invest-Komfort                                                                           |                      | Zespół zabudowy mieszkaniowej Brabank                                             | - Hossa Garnizon, kwartał 8 - Oliwski Ratusz Kultury - Zespół zabudowy mieszkaniowej, ul. Macierzy Szkolnej, ul. Polanki           | [ 3 ] |
| II     | 2016–2017 | I Nagroda                                                                             | Viktor Markelj and Marjan Pipenbaher Ponting Consulting Engineers, Miasto Gdańsk, Intercor                                |                      | Kładka na Ołowiankę                                                               | - Hossa Garnizon, kwartał 8 - Oliwski Ratusz Kultury - Zespół zabudowy mieszkaniowej, ul. Macierzy Szkolnej, ul. Polanki           | [ 3 ] |
| II     | 2016–2017 | I Nagroda                                                                             | Ako Architekci, Studio-Projekt WM, Cezary Zieliński, Versus                                                               |                      | Hotel Central                                                                     | - Hossa Garnizon, kwartał 8 - Oliwski Ratusz Kultury - Zespół zabudowy mieszkaniowej, ul. Macierzy Szkolnej, ul. Polanki           | [ 3 ] |
| III    | 2018–2019 | I Nagroda                                                                             | Studio Architektoniczne Kwadrat, Granaria Development Gdańsk Bis                                                          |                      | Zespół zabudowy handlowo-usługowej Granaria                                       | - Dom miejski MIDI | [ 4 ] |
| III    | 2018–2019 | I Nagroda                                                                             | APA Wojciechowski, Vastint Poland, CFE Polska                                                                             |                      | Osiedle Riverview                                                                 | - Dom miejski MIDI | [ 4 ] |
| IV     | 2020–2021 | Nagroda w kategorii obiekty kubaturowe                                                | Marcin Woyciechowski, Tomasz Piechota, Radosław Orłowski, Grupa Inwestycyjna HOSSA                                        |                      | Budynek biurowy Gato                                                              | – | [ 5 ] |
| IV     | 2020–2021 | Nagroda w kategorii obiekty infrastrukturalne                                         | Studio Bednarski Ltd, Europrojekt Gdańsk SAN, Granaria Development Gdańsk, Multibud Management                            |                      | Kładka św. Ducha                                                                  | – | [ 5 ] |
| IV     | 2020–2021 | Nagroda w kategorii obiekty rewaloryzowane                                            | Piotr Grochowski z zespołem less is core, Arche                                                                           |                      | Dwór Uphagena Arche Gdańsk                                                        | – | [ 5 ] |
| IV     | 2020–2021 | Nagroda w kategorii obiekty rewaloryzowane                                            | home of houses, Politechnika Gdańska, HARTUNA                                                                             |                      | Budynek Hydromechaniki                                                            | – | [ 5 ] |
| IV     | 2020–2021 | Nagroda w kategorii obiekty rewaloryzowane                                            | Firma Architektoniczno - Budowlana STYL, Gdańskie Wody, POLAQUA                                                           |                      | Adaptację budynków przy ul. Lastadia 2 i Lastadia 41                              | – | [ 5 ] |
| IV     | 2020–2021 | Nagroda specjalna w kategorii obiekty publiczne o ciekawie zaprojektowanych wnętrzach | Ksenia Piątkowska, Anna Bocek, Mirosław Majkowski, Muzeum Gdańska, INTEGRA, INTERPLASTIC Roger Żółtowski                  |                      | Adaptacja Wielkiego Młyna na funkcje muzealne Muzeum Bursztynu                    | – | [ 5 ] |
| V      | 2022–2023 | Nagroda w kategorii renowacja i adaptacja obiektów historycznych                      | Hevelianum, POLEKO Budownictwo, Adam Specht i Arkon Atelier                                                               |                      | Dom Zdrojowy w Brzeźnie                                                           | - Nawrocki Clinic - Młyny Gdańskie - Osiedle Perspektywa - Botanica Jelitkowo - Nadmotławie - Oliwa 501 - Centrum Kompetencji STOS | [ 6 ] |
| V      | 2022–2023 | Nagroda w kategorii renowacja i adaptacja obiektów historycznych                      | Eurostyl, Eurostyl Construction, Rayss Group                                                                              |                      | Montownia                                                                         | - Nawrocki Clinic - Młyny Gdańskie - Osiedle Perspektywa - Botanica Jelitkowo - Nadmotławie - Oliwa 501 - Centrum Kompetencji STOS | [ 6 ] |
| V      | 2022–2023 | Nagroda w kategorii budynki i zespoły budynków mieszkaniowych                         | Allcon Osiedla, Allcon Budownictwo, Roark Studio                                                                          |                      | Atrium Oliva                                                                      | - Nawrocki Clinic - Młyny Gdańskie - Osiedle Perspektywa - Botanica Jelitkowo - Nadmotławie - Oliwa 501 - Centrum Kompetencji STOS | [ 6 ] |